# III Spadochronowe Mistrzostwa Śląska na celność lądowania Gliwice 1969

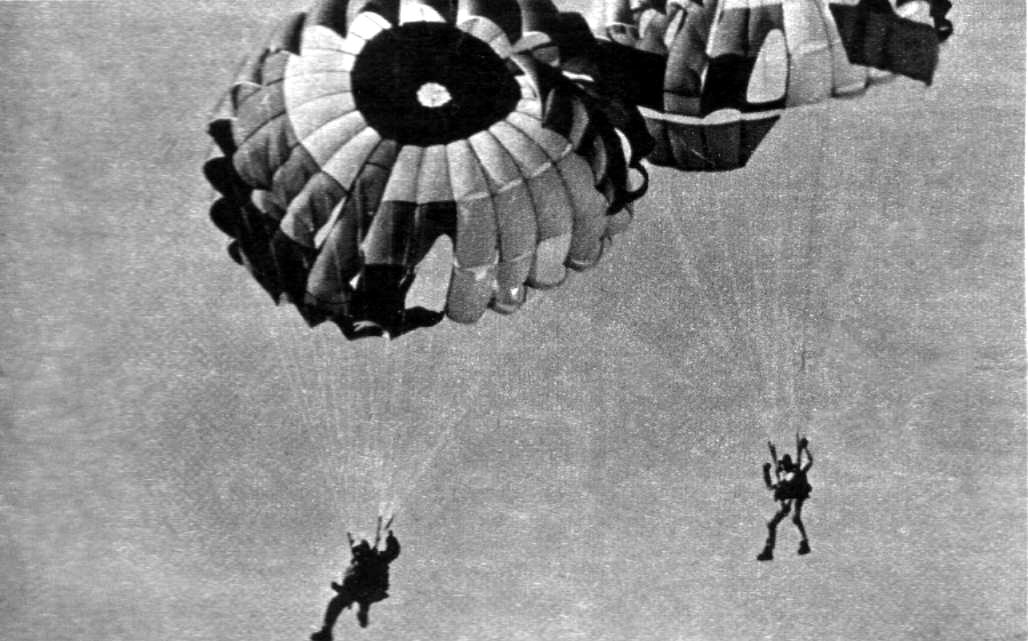
Skoki grupowe na celność lądowania

III Spadochronowe Mistrzostwa Śląska na celność lądowania Gliwice 1969 – odbyły się 1–5 października 1969. Gospodarzem Mistrzostw był Aeroklub Gliwicki, a organizatorem Sekcja Spadochronowa Aeroklubu Gliwickiego. Patronował Mistrzostwom członek Rady Państwa Jerzy Ziętek, który ufundował Puchar Przechodni. W skład Komitetu Honorowego tych zawodów weszli między innymi płk pil. Stanisław Skalski, jak również przedstawiciele miejscowych władz, w tym Przewodniczący Prezydium Miejskiej Rady Narodowej i Sekretarze Komitetów Wojewódzkiego i Powiatowego PZPR. Na zakończenie zawodów odbył się pokaz skoków grupowych. Do dyspozycji skoczków był samolot An-2.

## Rozegrane kategorie
Mistrzostwa rozegrano w dwóch kategoriach spadochronowych:
- Indywidualnie celność lądowania – skoki wykonywano z wysokości 1000 m i opóźnieniem 0–5 sekund
- Skoki grupowe celność lądowania.

Źródło: 

## Medaliści
Medalistów III Spadochronowych Mistrzostw Śląska na celność lądowania Gliwice 1969 podano za: Jan Isielenis, Archiwum Sekcji Spadochronowej Aeroklubu Gliwickiego, 1969. Brak numerów stron w książce
| Konkurencja           | Złoto                | Srebro            | Brąz            |
| Indywidualnie celność | Jan Bober            | Jan Wrodarczyk    | Edward Kulesza  |
| Skoki grupowe celność | Północna Grupa Wojsk | Aeroklub Gliwicki | Aeroklub Śląski |

## Uczestnicy Mistrzostw
Uczestników III Spadochronowych Mistrzostw Śląska na celność lądowania Gliwice 1969 podano za: Ewidencja skoków spadochronowych Aeroklubu Gliwickiego 1964–1969, Gliwice: Aeroklub Gliwicki, 1969. Brak numerów stron w książce
W Mistrzostwach brało udział 27 zawodników z aeroklubów województwa katowickiego
 Polska, Północna Grupa Wojsk  ZSRR, Aeroklubu Zagłębia Miedziowego w Lubinie, Aeroklubu Gdańskiego i Aeroklubu Mieleckiego .

1. Kurnas (Północna Grupa Wojsk)
2. Wałabin (Północna Grupa Wojsk)
3. Kononow (Północna Grupa Wojsk)
4. Frołow (Północna Grupa Wojsk)
5. Jan Wrodarczyk (Aeroklub Śląski)
6. Szarawarski
7. Edward Kulesza (Aeroklub Śląski)
8. Jan Bober (Aeroklub Gliwicki)
9. Stanisław Sirko (Aeroklub Gliwicki)
10. Andrzej Martyniak (Aeroklub Gliwicki)
11. Eugeniusz Habdas
12. Stachura
13. Witold Raczyński
14. Pawlik
15. Kopacz
16. Jan Kuliś (Aeroklub Częstochowski)
17. Więcek
18. Matuszewski
19. Naturalny (Aeroklub Gliwicki)
20. Marian Gdański (Aeroklub Gliwicki)
21. Edward Miler (Aeroklub Gliwicki)
22. Skwara
23. Biedroń
24. Andrzej Halik
25. Tadeusz Cnota (Aeroklub Gliwicki)
26. Ryszard Kopijczuk (Aeroklub Gliwicki)
27. Krystyna Pączkowska (Aeroklub Gliwicki).

## Wyniki Mistrzostw
Wyniki III Spadochronowych Mistrzostw Śląska na celność lądowania Gliwice 1969 podano za: Jan Isielenis, Archiwum Sekcji Spadochronowej Aeroklubu Gliwickiego, 1969. Brak numerów stron w książce
- Klasyfikacja indywidualna (celność lądowania):
  - I miejsce – Jan Bober (Aeroklub Gliwicki)
  - II miejsce – Jan Wrodarczyk
  - III miejsce – Edward Kulesza.

- Klasyfikacja skoki grupowe (celność lądowania):
  - I miejsce – Północna Grupa Wojsk Radzieckich
  - II miejsce – Aeroklub Gliwicki
  - III miejsce – Aeroklub Śląski.